# Maia Challenger II 2021
Il Maia Challenger II 2021, nome ufficiale Maia Open, è stato un torneo maschile di tennis giocato sulla terra rossa indoor. È stata l'8ª edizione del torneo, la 2ª del 2021, facente parte della categoria Challenger 80 nell'ambito dell'ATP Challenger Tour 2021, con un montepremi di 44 820 €. Si è giocato dal 13 al 19 dicembre 2021 al Complexo de Ténis da Maia di Maia, in Portogallo. La settimana precedente si era svolta la sesta edizione.

## Partecipanti

### Teste di serie
| Nazionalità   | Giocatore        | Ranking* | Testa di serie |
| ------------- | ---------------- | -------- | -------------- |
| Slovacchia    | Andrej Martin    | 120      | 1              |
| Belgio        | Kimmer Coppejans | 207      | 2              |
| Francia       | Maxime Janvier   | 219      | 3              |
| Portogallo    | Gastão Elias     | 227      | 4              |
| Portogallo    | Nuno Borges      | 228      | 5              |
| Portogallo    | João Domingues   | 248      | 6              |
| Taipei cinese | Tseng Chun-hsin  | 256      | 7              |
| Portogallo    | Gonçalo Oliveira | 284      | 8              |

* Ranking al 6 dicembre 2021.

### Altri partecipanti
I seguenti giocatori hanno ricevuto una wild card per il tabellone principale:
- Pedro Araújo
- Tiago Cação
- Fábio Coelho

Il seguente giocatore è entrato nel tabellone principale con uno special exempt:
- Oleg Prihodko

I seguenti giocatori sono entrati nel tabellone principale come alternate:
- Elliot Benchetrit
- Oleksii Krutykh
- Oriol Roca Batalla

I seguenti giocatori sono passati dalle qualificazioni:
- Elmar Ejupović
- Edoardo Lavagno
- Luca Potenza
- Damien Wenger

## Punti e montepremi
| Torneo    | Torneo              | V     | F     | SF    | QF    | 2T  | 1T  | Q | Q2  | Q1  |
| Singolare | Punti               | 80    | 48    | 29    | 15    | 7   | 0   | 4 | 1   | 0   |
| Singolare | Premi in denaro (€) | 6 190 | 3 650 | 2 160 | 1 260 | 730 | 450 | – | 225 | 115 |
| Doppio    | Punti               | 80    | 48    | 29    | 15    | –   | 0   | – | –   | –   |
| Doppio    | Premi in denaro (€) | 2 670 | 1 550 | 930   | 550   | –   | 310 | – | –   | –   |

## Campioni

### Singolare
Tseng Chun-hsin ha sconfitto in finale  Nuno Borges con il punteggio di 5–7, 7–5, 6–2.

### Doppio
Nuno Borges /  Francisco Cabral hanno sconfitto in finale  Piotr Matuszewski /  David Pichler con il punteggio di 6–4, 7–5.